# Calyptra (geslacht)
Calyptra is een geslacht van vlinders van de familie spinneruilen (Erebidae), uit de onderfamilie Calpinae.

## Soorten
- C. albivirgata Hampson, 1926
- C. bicolor Moore, 1883
- C. dubiosa Brandt, 1941
- C. eustrigata Hampson, 1926
- C. fasciata Moore, 1882
- C. fletcheri Berio, 1956
- C. gruesa Draudt, 1950
- C. hokkaida Wileman, 1922
- C. imperialis Grünberg, 1910
- C. lata Butler, 1881
- C. minuticornis Guenée, 1852
- C. novaepommeraniae Strand, 1919
- C. nyei Bänziger, 1979
- C. ophideroides Guenée, 1852
- C. orthograpta Butler, 1886
- C. parva Bänziger, 1979
- C. pseudobicolor Bänziger, 1979
- C. subnubila Prout, 1928
- C. thalictri (Borkhausen, 1790)